# Casa de poble (Ripollet)
La Casa de poble és una obra de Ripollet (Vallés Occidental) inclosa a l'Inventari del Patrimoni Arquitectònic de Catalunya.

## Descripció
Racó del carrer de la Salut on s'hi ubica un grup de cases de l'antic nucli de la vila de Ripollet. La tipologia ve donada per la seva funció d'habitatge i dedicació agrícola. Aquest edifici presenta planta baixa, primer pis i golfes. El parament, encara amb restes d'arrebossat, està realitzat amb còdols, pedra picada, fang i sauló. La planta baixa té porta d'arc de mig punt, amb fàbrica de maó semblants a lloses pedra plana. Al pis superior, un balcó rectangular de poc voladís, amb barana de ferro i una motllura decorativa a la cara exterior. A sota la teulada es veu una galeria oberta de finestres amb arcs rebaixats. La coberta és a dues vessants amb teula àrab.

## Història
Tipologia característica de les cases del carrer de la Salut, datada a principis del segle xvii, malgrat que semblen construïdes sobre fonaments més antics. El carrer de la Verge de la Salut ve anomenat així perquè d'aquí començava el camí que menava a la Serra i al Santuari de la Salut de Sabadell.